# Andrea Giovene
Andrea Giovene di Girasole (* 10. Oktober 1904 in Neapel; † 8. Juli 1995 in Sant’Agata de’ Goti) war ein italienischer Schriftsteller.

## Leben
Andrea Giovene entstammte einer herzoglichen Familie, die sich bis zu Baldassare Giovene im 11. Jahrhundert zurückverfolgen lässt. Von den Tagen Karls I. von Anjou an bis hin zu Alessandro Farnese in der zweiten Hälfte des 16. Jahrhunderts kämpften die Söhne der Familie auf den Schlachtfeldern Europas und in Afrika. Bereits im Jahr 1736 erschien in Lucca eine Familiengeschichte im Druck, verfasst von Carlo Nordi. Zu den Besitztümern der Familie zählte das Lehensgut Cerasole, auch Girasole, in der Provinz von Otranto, mit dem ein Fürstentitel verbunden war. Goethe erzählt in seinem Italienischen Tagebuch von einem Besuch bei der Herzogin Giuliana Giovene di Girasole, geb. Mudersbach-Redwitz in Neapel (2. Juni 1787). Andrea Giovenes Vater, Carlo Giovene (1868–1933), Herzog von Girasole, war ein angesehener Kunsthistoriker, der 1922 die Biennale von Neapel förderte und Museen in Neapel und Sorrent einrichtete.
Andrea Giovene erwarb bei den Benediktinern eine solide Bildungsgrundlage und absolvierte danach ein Rechtsstudium an der Universität von Neapel, wo er auch Kurse in Mathematik, Literatur und Medizin belegte. Er gab aber bald darauf die Jurisprudenz auf, um sich dem Schreiben zu widmen. Er gründete die Literaturzeitschrift Vesuvio, schrieb Beiträge für Zeitungen und Zeitschriften, wurde stellvertretender Herausgeber des Mattino d’Italia und Chefredakteur der neapolitanischen Ausgabe der Zeitschrift Tempo.
Giovene lebte abwechselnd in Süditalien und Paris, unternahm ausgedehnte Reisen in Europa, befasste sich u. a. mit Architektur, Malerei und dem Sammeln antiquarischer Bücher.
Im Zweiten Weltkrieg war er Kavallerieoffizier in Griechenland, von wo er nach dem Waffenstillstand zwischen Italien und den Alliierten von den Deutschen in ein Lager in der besetzten Ukraine deportiert wurde. Über die Kriegsereignisse berichtet er in seiner 1953 erschienenen Schrift Fatti di Grecia, di Polonia e di Germania 1943–1945. Giovene wurde zunächst im Stalag 325 in der  Zitadelle von Lwiw gefangen gehalten und dann zusammen mit 3000 anderen italienischen Offizieren in das Oflag 83, ein Zweiglager des Stammlager X B Sandbostel, transportiert. Er meldete sich zum Einsatz in einem Arbeitskommando und kam auf verschiedenen Bauernhöfen in Norddeutschland zum Einsatz. Dort konnte er entkommen und erlebte das Kriegsende in Berlin.
Nach dem Zweiten Weltkrieg lebte Giovene teils in Italien, teils in London.

## Werk
Giovene veröffentlichte zunächst, zum Teil auf eigene Kosten, einige kleinere literarische Werke, die nur einem begrenzten Publikum bekannt wurden. So erschienen Viaggio (1936) und Incanto (1940). Es folgten als weitere Veröffentlichungen La Lesbia di Catullo (eine Übersetzung Catulls aus dem Lateinischen mit Kommentar, 1955), ein kleines Buch über Typographie und Elegia di Vertunno (1957).

### L’autobiografia di Giuliano di Sansevero
Sein Hauptwerk, der Roman L’autobiografia di Giuliano di Sansevero (dt. Die Autobiographie des Giuliano de Sansevero) erschien 1966 bis 1970 in fünf Einzelbänden bei Rizzoli in Mailand. Giovene erhielt dafür 1969 den L’Aigle d’Or (L’Aquila d’Oro) beim Internationalen Festival des Buches in Nizza für den besten europäischen Roman, wonach der Autor als Kandidat für den Literaturnobelpreis im Gespräch war. Das Werk wurde kurz nach Erscheinen ins Finnische, Schwedische, Spanische, Französische und Englische übersetzt. Eine deutschsprachige Ausgabe war vorgesehen, wurde aber nicht realisiert. Erst 2010 konnte die Herausgabe auf Deutsch begonnen werden: Aus dem Italienischen übertragen von Moshe Kahn und mit einem Nachwort versehen von Ulrike Voswinckel erschien im Osburg Verlag Berlin unter dem Titel Das Haus der Häuser zunächst der dritte Band der Autobiografia. Die Edition wurde 2023 im Galiani Verlag, ebenfalls in der Übersetzung von Moshe Kahn, vollendet mit der Herausgabe aller fünf Bände: I. Ein junger Herr aus Neapel, II. Die Jahre zwischen Gut und Böse, III. Das Haus der Häuser, IV. Fremde Mächte, V. Der letzte Sansevero.

#### Handlung
Giovenes großer Bildungsroman über das Leben des Giuliano di Sansevero umfasst einen Zeitraum von 1903 bis in die 1950er Jahre. In der Kindheit Giulianos lebt die hocharistokratische Familie ihre überkommenen Traditionen noch wie in alten Zeiten; im Verlauf der Erzählung wird der Leser Zeuge der rapiden Veränderungen, die den Niedergang der Familie und die Auflösung einer alten Welt mit sich bringen.
Der Ich-Erzähler Giuliano wird mit neun Jahren in ein strenges Klosterinternat der Benediktiner verbannt, während der ältere Bruder, Ferrante, auf das Leben als Repräsentant der Familie vorbereitet wird. Giuliano lebt im Wechsel zwischen Einsamkeit und mondäner Welt, zwischen Poesie und tätigem Leben. Er ist auf der Suche nach dem Absoluten, nach der Liebe – Themen, die ihn zum Verzweifeln, aber auch zum Schreiben bringen. In den zwanziger und dreißiger Jahren lebt er in Mailand und in der Bohème von Paris, bereist Europa und gerät in eine komplizierte Beziehung zu einer Schauspielerin (Band 1 und 2), bevor er sich in die Einsamkeit von Kalabrien zurückzieht, um dort in einem geerbten Olivenhain sein „Haus der Häuser“ zu bauen. Am Ende ist sein Arkadien, die archaische Welt der Fischer und Bauern, das er in Licudi, einem kleinen Dorf an der Küste, zu finden gehofft hatte, durch den unaufhaltsamen Fortschritt vom Untergang bedroht (Band 3). Daran schließen im vierten Band die Ereignisse des Zweiten Weltkriegs an. Giuliano lehnt sich als Intellektueller gegen den Krieg auf, glaubt aber zugleich dazu verpflichtet zu sein, an ihm teilzunehmen. Er steht in Griechenland an der Front, wird zwei Mal verwundet und schließlich nach der Kapitulation Italiens von den Deutschen nach Polen deportiert. Der letzte Teil (Band 5) beschreibt die Jahre 1945 bis 1957 und zeichnet ein farbiges Panorama des Lebens im Neapel (und Rom) der Nachkriegszeit. Nachdem Giuliano eine Weile in London gelebt und dort vergeblich eine Gefährtin gesucht hat, die seine Einsamkeit vertreiben soll, reist er wieder nach Italien und zieht sich in ein kleines sizilianisches Dorf zurück. Dort beschließt er sein Leben.

#### Wirkung
Der Roman kann zu den großen literarischen Werken des 20. Jahrhunderts gerechnet werden. Elio Gianola von der Universität Genua bezeichnete ihn als „… most important work of literature to come out of Neapolitan culture this century“.
Die Biografie des Giuliano di Sansevero speiste sich aus der Erinnerung und sollte zugleich als Kunstwerk über sich hinausweisen. Giovene schrieb über sie: „Ich hatte vor, die Wirklichkeit zu verwenden, und nur diese, aber ich wollte sie verändern; es war so, wie wenn ich als Kind mit meiner Schwester Chechina mit meinen Bausteinen spielte: und mit diesen, die eine präzise Form hatten und eine begrenzte Anzahl, wollte ich ein Gebäude schaffen, das ganz wahr war und ganz fantastisch.“

## Werke
- Incanto (1941)
- Fatti di Grecia, di Polonia e di Germania 1943–1945 (1953)
- La Lesbia di Catullo. Traduzione dal latino e commento di Andrea Giovene (1955)
- Elegia di Vertunno (1957)
- L’autobiografia di Giuliano di Sansevero (1966–1970) (5 Bände)
- Il terzo giorno (1985)
- Canto(1988)
- Contro canto. Sant’Agata de’ Goti (1990)
- I dipinti di Andrea Giovene nel museo del Sannio (1990)
- Lirica dell’insonnia (1992)

### Übersetzungen
- Nykyajan aatelismies Giuliano di Sansevero; ins Finnische übertragen von Matti Pyhälä (1967)
- Giuliano di Sanseveros självbiografi; ins Schwedische übertragen von Edvard Robert Gummerus (1967–1970)
- Autobiographie de Giuliano di Sansevero; ins Französische übertragen von Lignac et H. Mariassy (1968–1970)
- Un caballero Napolitano; ins Spanische übertragen von Domingo Pruna (1969)
- El poder del Silencio; ins Spanische übertragen von Juan Moreno (1974)
- The Book of Giuliano Sansevero; ins Englische übertragen von Marguerite Waldman (1970)
- Sansevero; ins Englische übertragen von Marguerite Waldman und Bernard Wall (1987)
- The Third Day; ins Englische übertragen von Patience Gray (1996)
- Das Haus der Häuser; ins Deutsche übertragen von Moshe Kahn; Osburg Verlag, Berlin 2010, ISBN 978-3-940731-36-4.
- Die Autobiographie des Giuliano di Sansevero; 5 Bände. Übersetzt von Moshe Kahn; Verlag Galiani-Berlin 2023.